# Linia kolejowa 166 Subotica – Bácsalmás
Linia kolejowa Subotica – Bácsalmás – linia kolejowa na Węgrzech i w Serbii. Jest to linia jednotorowa, w całości niezelektryfikowana. Łączy stację Subotica z Bácsalmás. Linia jest nieczynna i została rozebrana.

## Historia
Linia została otwarta 8 stycznia 1883.